# Portunoidea
Portunoidea is een superfamilie van krabben en omvat de volgende families: 

## Families
- Brusiniidae Števčić, 1991
- Carcinidae MacLeay, 1838
- Geryonidae Colosi, 1923
- Ovalipidae Spiridonov, Neretina & Schepetov, 2014
- Pirimelidae Alcock, 1899
- Polybiidae Ortmann, 1893
- Portunidae Rafinesque, 1815
- Thiidae Dana, 1852

### Uitgestorven
- Carcineretidae  † Beurlen, 1930
- Lithophylacidae  † Van Straelen, 1936
- Longusorbiidae  † Karasawa, Schweitzer & Feldmann, 2008
- Psammocarcinidae  † Beurlen, 1930